# Теорема Сохоцкого — Племеля
Теорема Сохоцкого — Племеля (польская орфография Sochocki) — теорема в комплексном анализе, которая помогает в оценке определённых интегралов. Версия для вещественной прямой (см. ниже) часто используется в физике, хотя и редко называется по имени. Теорема названа в честь Юлиана Сохоцкого, который доказал её в 1868 году, и Йосипа Племеля, который заново открыл её в качестве основного ингредиента своего решения задачи Римана — Гильберта в 1908 году.

## Формулировка теоремы
Пусть C гладкая замкнутая простая кривая на плоскости, и φ — аналитическая функция на C. Тогда интеграл типа Коши
{\displaystyle {\frac {1}{2\pi i}}\int _{C}{\frac {\varphi (\zeta )d\zeta }{\zeta -z}},}
определяет две аналитические функции от z, φi внутри C и φe снаружи. Формулы Сохоцкого — Племеля соотносят граничные значения этих двух аналитических функций в точке z на C и главное значение по Коши {\displaystyle {\mathcal {P}}} интеграла:
{\displaystyle \phi _{i}(z)={\frac {1}{2\pi i}}{\mathcal {P}}\int _{C}{\frac {\varphi (\zeta )d\zeta }{\zeta -z}}+{\frac {1}{2}}\varphi (z),}
{\displaystyle \phi _{e}(z)={\frac {1}{2\pi i}}{\mathcal {P}}\int _{C}{\frac {\varphi (\zeta )d\zeta }{\zeta -z}}-{\frac {1}{2}}\varphi (z).}
Последующие обобщения устраняют требования гладкости на кривой C и функции φ.

## Версия для вещественной прямой
Особенно важна версия этой теоремы для интегралов на вещественной прямой.
Пусть ƒ — комплекснозначная функция, которая определена и непрерывна на вещественной оси, и пусть a и b — вещественные числа такие, что a < 0 < b. Тогда
{\displaystyle \lim _{\varepsilon \rightarrow 0^{+}}\int _{a}^{b}{\frac {f(x)}{x\pm i\varepsilon }}\,dx=\mp i\pi f(0)+{\mathcal {P}}\int _{a}^{b}{\frac {f(x)}{x}}\,dx,}
где {\displaystyle {\mathcal {P}}} обозначает главное значение Коши.

## Доказательство для вещественной прямой
Простое доказательство состоит в следующем.
{\displaystyle \lim _{\varepsilon \rightarrow 0^{+}}\int _{a}^{b}{\frac {f(x)}{x\pm i\varepsilon }}\,dx=\mp i\pi \lim _{\varepsilon \rightarrow 0^{+}}\int _{a}^{b}{\frac {\varepsilon }{\pi (x^{2}+\varepsilon ^{2})}}f(x)\,dx+\lim _{\varepsilon \rightarrow 0^{+}}\int _{a}^{b}{\frac {x^{2}}{x^{2}+\varepsilon ^{2}}}\,{\frac {f(x)}{x}}\,dx.}
Для первого слагаемого, отметим, что {\displaystyle {\tfrac {\varepsilon }{\pi (x^{2}+\varepsilon ^{2})}}} — это зарождающаяся дельта-функция, и поэтому приближается к дельта-функции Дирака в пределе. Следовательно, первое слагаемое равно {\displaystyle \mp i\pi f(0)}.
Для второго слагаемого, мы отмечаем, что фактор {\displaystyle {\tfrac {x^{2}}{x^{2}+\varepsilon ^{2}}}} стремится к 1 для |х| ≫ ε, и стремится к 0 при |х| ≪ ε, а именно симметричная функция относительно 0. Поэтому, в пределе, получается интеграл в смысле главного значения по Коши.

## Приложения к физике
В квантовой механике и квантовой теории поля, часто приходится оценивать интегралы вида
{\displaystyle \int _{-\infty }^{\infty }dE\,\int _{0}^{\infty }dt\,f(E)\exp(-iEt),}
где Е — это некоторая энергия и t — время. В данной форме выражение не определено (поскольку интеграл по времени не сходится), поэтому его обычно изменяют путём добавления отрицательного вещественного коэффициента к t в экспоненте, а затем устремляют этот коэффициент к нулю:
{\displaystyle \lim _{\varepsilon \rightarrow 0^{+}}\int _{-\infty }^{\infty }dE\,\int _{0}^{\infty }dt\,f(E)\exp(-iEt-\varepsilon t)}
{\displaystyle =-i\lim _{\varepsilon \rightarrow 0^{+}}\int _{-\infty }^{\infty }{\frac {f(E)}{E-i\varepsilon }}\,dE=\pi f(0)-i{\mathcal {P}}\int _{-\infty }^{\infty }{\frac {f(E)}{E}}\,dE,}
где теорема Сохоцкого используется на последнем шаге.